# Parlamentswahl in Finnland 1983
- SKDL: 26
- SDP: 57
- VIHR: 2
- SMP: 17
- RKP: 11
- Sonst.: 2
- KESK: 38
- KOK: 44
- SKL: 3

Die Parlamentswahl in Finnland 1983 fand am 20. und 21. März 1983 statt. Es war die Wahl zum 29. finnischen Parlament.
Die Landpartei Finnlands und die regierende Sozialdemokratische Partei waren die größten Gewinner der Wahlen. Große Verluste musste die linke Volksdemokratische Union hinnehmen und auch die Christliche Union verlor zwei Drittel ihrer bisherigen Sitze. Zum ersten Mal den Einzug in das Parlament schaffte der Grüne Bund, der 1,5 % der Wählerstimmen erhielt. Kalevi Sorsa von der Sozialdemokratischen Partei blieb Ministerpräsident und nahm die wiedererstarkte Landpartei Finnlands mit in die Regierung auf.

## Teilnehmende Parteien
Es traten 10 verschiedene Parteien zur Wahl an.
Folgende Parteien waren bereits im Parlament vertreten:
| Partei | Partei | Ausrichtung        | Spitzenkandidat |
| ------ | --- | ------------------ | --------------- |
|        | Sozialdemokratische Partei Finnlands Suomen Sosialidemokraattinen Puolue (SDP) Finlands Socialdemokratiska Parti                     | sozialdemokratisch | Kalevi Sorsa    |
|        | Nationale Sammlungspartei Kansallinen Kokoomus (KOK) Samlingspartiet                                                                 | konservativ        | Ilkka Suominen  |
|        | Demokratische Union des Finnischen Volkes Suomen Kansan Demokraattinen Liitto (SKDL) Demokratiska Förbundet för Finlands Folk (DFFF) | sozialistisch      | Kalevi Kivistö  |
|        | Finnische Zentrumspartei Suomen Keskusta (KESK) Centern i Finland                                                                    | sozialliberal      | Paavo Väyrynen  |
|        | Christlicher Bund Finnlands Suomen Kristillinen Liitto (SKL) Finlands Kristliga Förbund                                              | christdemokratisch | Esko Almgren    |
|        | Finnische Landpartei Suomen Maaseudun Puolue (SMP) Finlands Landsbygdsparti                                                          | zentristisch       | Pekka Vennamo   |
|        | Schwedische Volkspartei Ruotsalainen Kansanpuolue (RKP) Svenska Folkpartiet (SFP)                                                    | liberal            | Pär Stenbäck    |

## Wahlergebnis
Die Wahlbeteiligung lag bei 75,7 Prozent und damit 0,4 Prozentpunkte über der Wahlbeteiligung bei der letzten Parlamentswahl im Jahr 1979.
| Partei            | Partei                                           | Stimmen   | Stimmen | Stimmen | Sitze  | Sitze |
| Partei            | Partei                                           | Anzahl    | %       | +/−     | Anzahl | +/−   |
| ----------------- | ------------------------------------------------ | --------- | ------- | ------- | ------ | ----- |
|                   | Sozialdemokratische Partei Finnlands (SDP)       | 795.953   | 26,71   | +2,82   | 57     | +5    |
|                   | Nationale Sammlungspartei (KOK)                  | 659.078   | 22,12   | +0,47   | 44     | −3    |
|                   | Finnische Zentrumspartei (KESK)                  | 525.207   | 17,63   | +0,34   | 38     | +2    |
|                   | Demokratische Union des Finnischen Volkes (SKDL) | 400.930   | 13,46   | −4,44   | 26     | −9    |
|                   | Finnische Landpartei (SMP)                       | 288.711   | 9,69    | +5,11   | 17     | +10   |
|                   | Schwedische Volkspartei (RKP)                    | 137.423   | 4,61    | +0,38   | 10     | +1    |
|                   | Christlicher Bund Finnlands (SKL)                | 90.410    | 3,03    | −1,74   | 3      | −6    |
|                   | Die Grünen (VIHR)                                | 43.754    | 1,47    | +1,47   | 2      | +2    |
|                   | Konstitutionelle Rechtspartei (POP)              | 11.104    | 0,37    | −0,84   | 1      | +1    |
|                   | Åländsk Samling (*)                              | 9.458     | 0,32    | —       | 1      | —     |
|                   | Bund für Zivile Demokratie (**)                  | 2.335     | 0,08    | −0,24   | —      | —     |
|                   | Sonstige (***)                                   | 15.331    | 0,51    | +0,50   | 1      | +1    |
| Gesamt            | Gesamt                                           | 2.979.694 | 100,00  |         | 200    |       |
| Gültige Stimmen   | Gültige Stimmen                                  | 2.979.694 | 99,56   |         |        |       |
| Ungültige Stimmen | Ungültige Stimmen                                | 13.276    | 0,44    |         |        |       |
| Wahlbeteiligung   | Wahlbeteiligung                                  | 2.992.970 | 75,73   |         |        |       |
| Wahlberechtigte   | Wahlberechtigte                                  | 3.951.932 | 100,00  |         |        |       |
| Quelle:           |                                                  |           |         |         |        |       |

- (*) Åland-Mandat
- (**) Vergleichswert: Ergebnis der Nationalen Einheitspartei Finnlands bei der letzten Wahl 1979
- (***) darunter Esko-Juhani Tennilä aus dem Wahlbezirk Lappland, der ein Mandat gewinnen konnte und sich der parlamentarischen Fraktion der SKDL anschloss

## Nach der Wahl
Kalevi Sorsa führte seine Koalition aus Sozialdemokraten, Zentrum und Schwedischer Volkspartei fort. Außerdem koalierte er mit der Landpartei Finnlands. Es wurde die erste mehrheitsfähige Regierung Finnlands, die sich eine volle Wahlperiode lang halten konnte.
Übersicht der Kabinette :
1. Kabinett Sorsa IV – Kalevi Sorsa (Sozialdemokratische Partei) – Regierung aus Sozialdemokratischer Partei, Zentrumspartei, Schwedischer Volkspartei, Landpartei Finnlands (6. Mai 1983 bis 30. April 1987)